# Oddział Miejski PTTK im. Mariana Sydowa w Toruniu
Oddział Miejski PTTK im. Mariana Sydowa w Toruniu (początkowo Polskie Towarzystwo Krajoznawcze w Toruniu) – terenowa jednostka organizacyjna Polskiego Towarzystwa Turystyczno-Krajoznawczego w Toruniu. Od 1980 roku siedzibą Oddziału jest kamienica przy ul. Piekary 41. Prezesem PTTK jest Henryk Miłoszewski. Oddział zajmuje się popularyzacją wiedzy krajoznawczno-turystycznej o Toruniu i jego okolicach, prowadzi działalność wydawniczą i konsultacyjną oraz organizuje obozy dla dzieci młodzieży.
Polskie Towarzystwo Krajoznawcze (PTK) w Toruniu powstało w Miejskim Gimnazjum Żeńskim przy ul. Wielkie Garbary 28 maja 1921 roku. Był to pierwszy oddział PTK w województwie pomorskim. Inicjatorami założenia oddziału PTK byli toruńscy inteligenci. Do końca 1922 roku oddział ten liczył 105 członków. Do wybuchu II wojny światowej skupiał reprezentantów toruńskiej inteligencji. Początkowo PTK w Toruniu prowadziło akcje odczytowo-propagandowe, w następnych latach również działalność wydawniczą, przewodnicką, hotelarską.
W 1950 roku Polskie Towarzystwo Tatrzańskie i Polskie Towarzystwo Krajoznawcze połączyły się w Polskie Towarzystwo Turystyczno-Krajoznawcze. Oddział PTK w Toruniu przekształcono w Oddział Miejski Polskiego Towarzystwa Turystyczno-Krajoznawczego. W 1979 Oddziału nadano imię Mariana Sydowa.
Od 1998 roku w Toruniu ma siedzibę Sejmik prezesów oddziałów PTTK województwa kujawsko-pomorskiego.